# Aldo Pedron
Aldo Pedron, noto anche con lo pseudonimo di AldoBeach (Cassano Magnago, 24 maggio 1951), è un giornalista, critico musicale e conduttore radiofonico italiano conosciuto per essere stato tra i fondatori di riviste come Il Mucchio Selvaggio e Buscadero e per aver scritto per le maggiori testate musicali italiane.

## Biografia

### Studi e giovinezza
Aldo Pedron nasce a Cassano Magnago il 24 Maggio 1951, per trasferirsi in seguito a Gallarate. Compie gli studi presso il Liceo linguistico di Milano dove si appassiona di musica rock. A Gallarate iniziò a frequentare Carù Dischi, negozio che Paolo Carù aveva ereditato dal padre Luigi nel 1967.

### 1970-1976: le prime riviste e le radio libere
Fu anche grazie all'incontro con Paolo Carù che Aldo Pedron iniziò a scrivere nei primi anni '70 su alcune fanzine come Happy Trails, partecipando anche alla storica rivista milanese Muzak. Entra nel mondo delle radio libere nel 1976, divenendo socio della locale Radio RG6, dove trasmetteva tra le altre cose rock statunitense e britannico. Sempre al Carù Dischi, Pedron conobbe Massimo Stefani che lo introdusse nella rubrica Music Box della rivista Stereo HI-Fi, prima che i tre decidessero di inaugurare la nuova rivista indipendente Il Mucchio Selvaggio nel 1977.

### 1977-1992:Il Mucchio SelvaggioeL’Ultimo Buscadero
Nel 1977 quindi Aldo Pedron, assieme a Paolo Carù e Max Stefani fondano la rivista mensile Il Mucchio Selvaggio. Aldo Pedron inaugurava il primo numero della nuova rivista con articoli su David Bromberg, the Animals e con una propria rubrica intitolata L'angolo del collezionista (It's a beautiful day).
Ben presto però sorsero diversi problemi tra la parte romana e quella milanese de Il Mucchio Selvaggio, fin quando nel luglio/agosto del 1980 Aldo Pedron e Paolo Carù si staccarono, in polemica con la rivista diretta da Stefani, per fondare la nuova testata chiamata L'Ultimo Buscadero in cui Pedron assunse il ruolo di direttore responsabile, scrivendo nel primo numero un lungo articolo sul surf revival. Pedron resterà quindi a capo de L'Ultimo Buscadero (in seguito semplicemente Buscadero) fino al maggio del 1992.
Sono di questi anni il suo libro The Beach Boys (Gruppo editoriale Fabbri, 1983) ed il contributo all'Enciclopedia Rock anni ’60 (Arcana Editrice, 1985) curata da Riccardo Bertoncelli.

### 1992-in poi: La carriera da freelance
Nel 1992, dismessi i panni di direttore di Buscadero, Aldo Pedron continua la sua carriera di giornalista musicale come freelance, instaurando un rapporto continuativo che durerà per oltre 20 anni con la rivista Jam (1992-2013), scrivendo contemporaneamente per le maggiori testate specializzate, e tra queste Hi, Folks!, Feedback, Dynamo, Blast!, Jamboree, Outsider, Suono e molte altre. Ma collabora anche per quotidiani come La Prealpina di Varese occupandosi di musica e spettacolo.
Tra il 2008 ed il 2009 ha condotto insieme a Valerio Marini il programma radiofonico Night Moves in onda su Radio Lupo Solitario e poi presso la radio svizzera RSI, curando programmi sulla musica rock. Tra il 2011 ed il 2012 ha invece curato il programma AldoBeach per la Web TV chiamata Black and Blue.
Ma in questi anni lavora anche come produttore discografico per l'etichetta di Courmayeur Club De Musique Records, con artisti come Paolo Bonfanti, Lee Fardon, Ben Vaughn e con i californiani Ghosthouse. Lavora poi come organizzatore e promoter di concerti curando tra gli altri Garland Jeffreys, Terry Allen, Tolo Marton, Cheap Wine, Elliott Murphy, The Crashmen, Treves Blues Band, James Maddock, Carrie Rodriguez, Dan Stuart, Antonio Gramentieri, Veronica Sbergia, Mandolin' Brothers, Daniele Tenca, Eugenio Finardi, Bobby Solo e molti altri. Come programmer ha curato le stagioni di locali come l'Honky Tonks (1997-1998) ed il Roialto (1999-2001) di Milano.
Tra le riviste online ha scritto per Rockgarage, Mescalina, Magazzininesistenti, Offtopicmagazine, Ilpopolodelblues.

## Opere

### Volumi
- The Beach Boys, Gruppo editoriale Fabbri, 1983.
- Ry Cooder. Il viaggiatore dei suoni, Milano, Arcana, 1998.
- California, Editori Riuniti, 2000, ISBN 9788835949411. - scritto con Roberto Caselli
- New Orleans e Louisiana. Dalla culla del jazz sino al cuore delle musiche cajun e zydeco: un viaggio a tempo di funky e rock'n'roll nella misteriosa terra creola, Editori Riuniti, 2002, ISBN 9788835951322. - scritto con Carmelo Genovese
- In cerca degli umori di Dave (I Dave Anthony’s Moods: dalla Swinging London al Piper Club), Lulu, 2013, ISBN 9781291368727. - scritto con Luca Selvini
- Good vibrations. La storia dei Beach Boys, Milano, Arcana, 2018, ISBN 8862315104. - scritto con Roberta Maiorano
- Born On The Bayou – La storia dei Creedence Clearwater Revival, Milano, Arcana, 2018, ISBN 9788862315531. - scritto con Maurizio Galli
- La mia guida jazz, Torino, Edizioni Applausi, 2019, ISBN 9788889571187.
- L’onda sulla baia - San Francisco: Sound, poeti & Silicon Valley, Milano, Arcana, 2021, ISBN 9788892770584. - scritto con Maurizio Galli
- Treni in musica. Canzoni a tutto vapore, Torino, Edizioni Applausi, 2024.
- Il tuo plagio è come un rock, Musica in mostra. Quando le canzoni si somigliano tra imitazioni, citazioni e omaggi alla musica, Grosseto, aprile 2025, ISBN 9798316869176, ISBN 9798316870639, scritto in collaborazione con Daniele Sgherri e Federico Pieri
- Live Aid, Il juke-box globale compie 40 anni,  Arcana, Roma, 13 giugno 2025,   ISBN 8892773712, ISBN 978-8892773714, scritto da Angelo de Negri, Aldo Pedron

### Contributi bibliografici
- AAVV, Enciclopedia rock anni '60, a cura di Riccardo Bertoncelli, Milano, Arcana, 1985, ISBN 8885008852.
- AAVV, Rock Music. Storia, costume, spettacolo (Volume primo), Fabbri Editori, 1994.
- AAVV, Rock Music. Storia, costume, spettacolo (Volume secondo), Fabbri Editori, 1994.
- AAVV, Enciclopedia rock anni '90, a cura di Ezio Guaitamacchi, Milano, Arcana, 1997, ISBN 8879663453.
- AAVV, 100 dischi ideali per capire il rock, a cura di Ezio Guaitamacchi, Editori Riuniti, 2000.
- AAVV, 100 dischi ideali per capire la nuova canzone italiana, a cura di Mauro Ronconi, Editori Riuniti, 2002, ISBN 8835952336.
- AAVV, Enciclopedia Rock: 1954-2004, a cura di Gianluca Testani e Mauro Eufrosini, Arcana Editrice, 2004.